# Čížkov (kraj Wysoczyna)
Čížkov – gmina w Czechach, w powiecie Pelhřimov, w kraju Wysoczyna.
1 stycznia 2017 gminę zamieszkiwało 140 osób, a ich średni wiek wynosił 44,8 roku.